# Ayacucho Tram
Ayacucho Tram (linia T-A) – jedyna funkcjonująca obecnie linia tramwajowa (system Translohr) w kolumbijskim mieście Medellín oraz pierwszy zbudowany od podstaw nowoczesny system tramwajowy Translohr w Ameryce Łacińskiej.

## Charakterystyka
Linia ma długość 4,3 km i nachylenie do 12,5%. Przebiega w większości osią urbanistyczną obszaru miejskiego Ayacucho, we wschodniej części centrum Medellín. Torowisko położono na podstawie z granulatu, na której ułożone są płyty betonowe o grubości 45 cm, na których znajduje się prowadnica RG28 systemu Translohr (dla jednoszynowych pojazdów z gumowymi oponami). Trasa ma dziewięć przystanków naziemnych, z których dwa są styczne z liniami kolei gondolowych Metrocable (Miraflores – linia M i Oriente – linia H).  Przedsiębiorstwo dysponuje dwunastoma wagonami, które poruszają się z prędkością 30 km/h i mogą pomieścić po 300 pasażerów. System może przewieźć 90 tys. użytkowników dziennie.
Budowa linii wygenerowała około 450 miejsc pracy i spowodowała rewitalizację środowiska miejskiego przez które przebiega.
Realizacja projektu wynikła z potrzeby poprawy jakości usług transportu publicznego dla środkowo-wschodniej części Medellín (część planu rozwoju na lata 2008–2020). Projekt wspomagał rząd francuski, a francuska Agencja Rozwoju AFD zaciągnęła pożyczkę w wysokości 250 milionów dolarów na realizację trzech linii. 

## Galeria

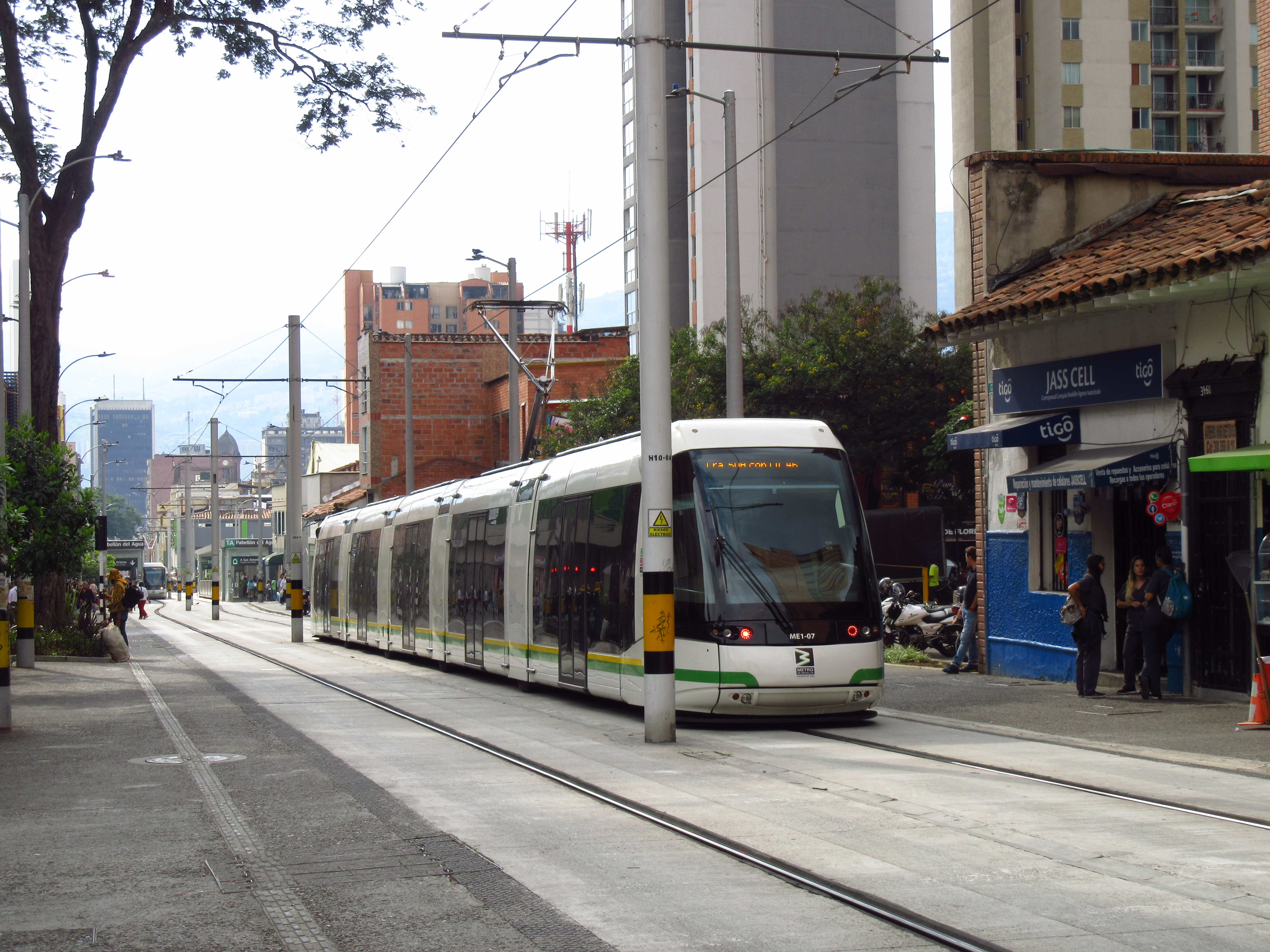
Wagon na trasie
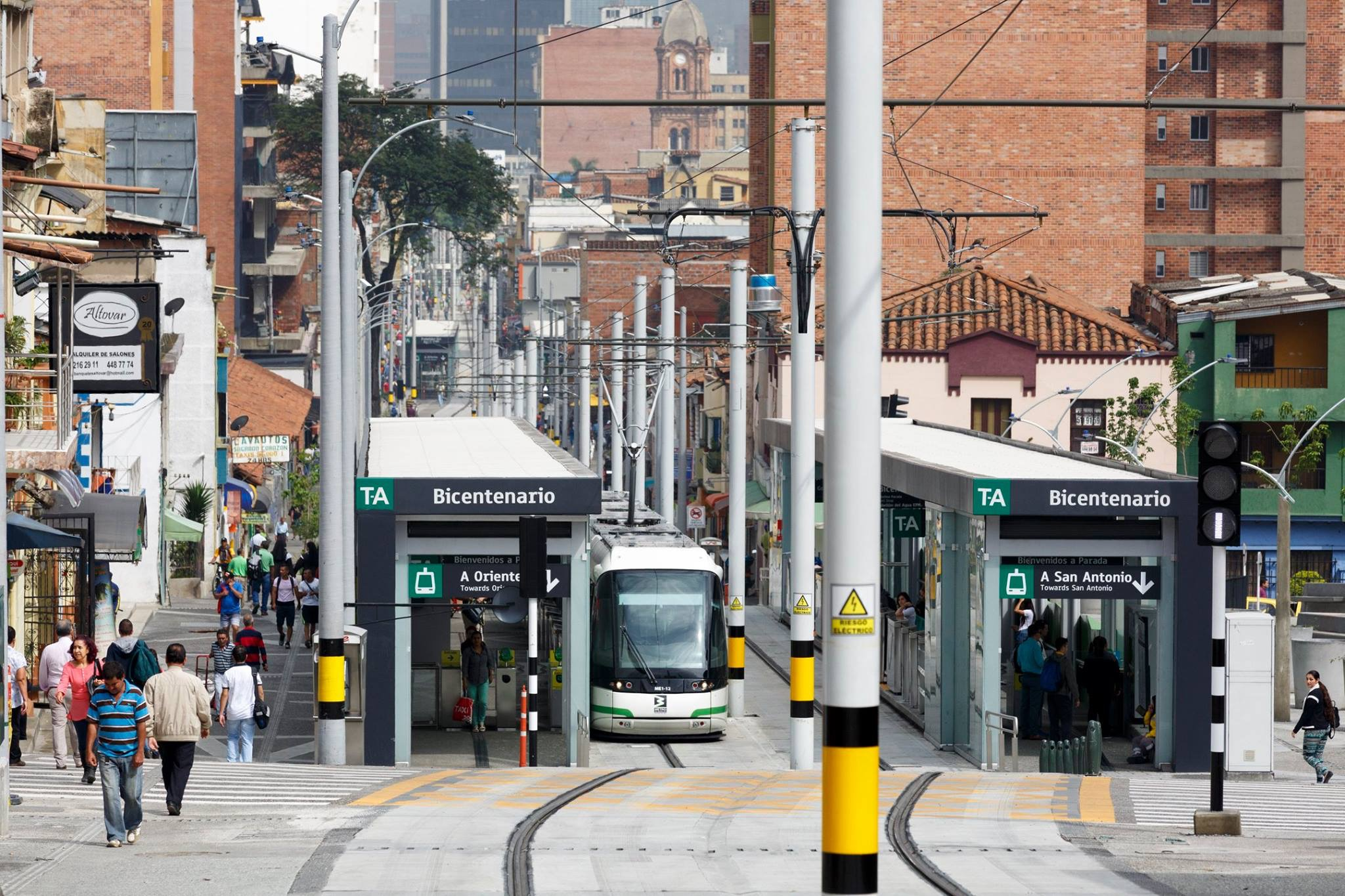
Przystanek Bicentenario
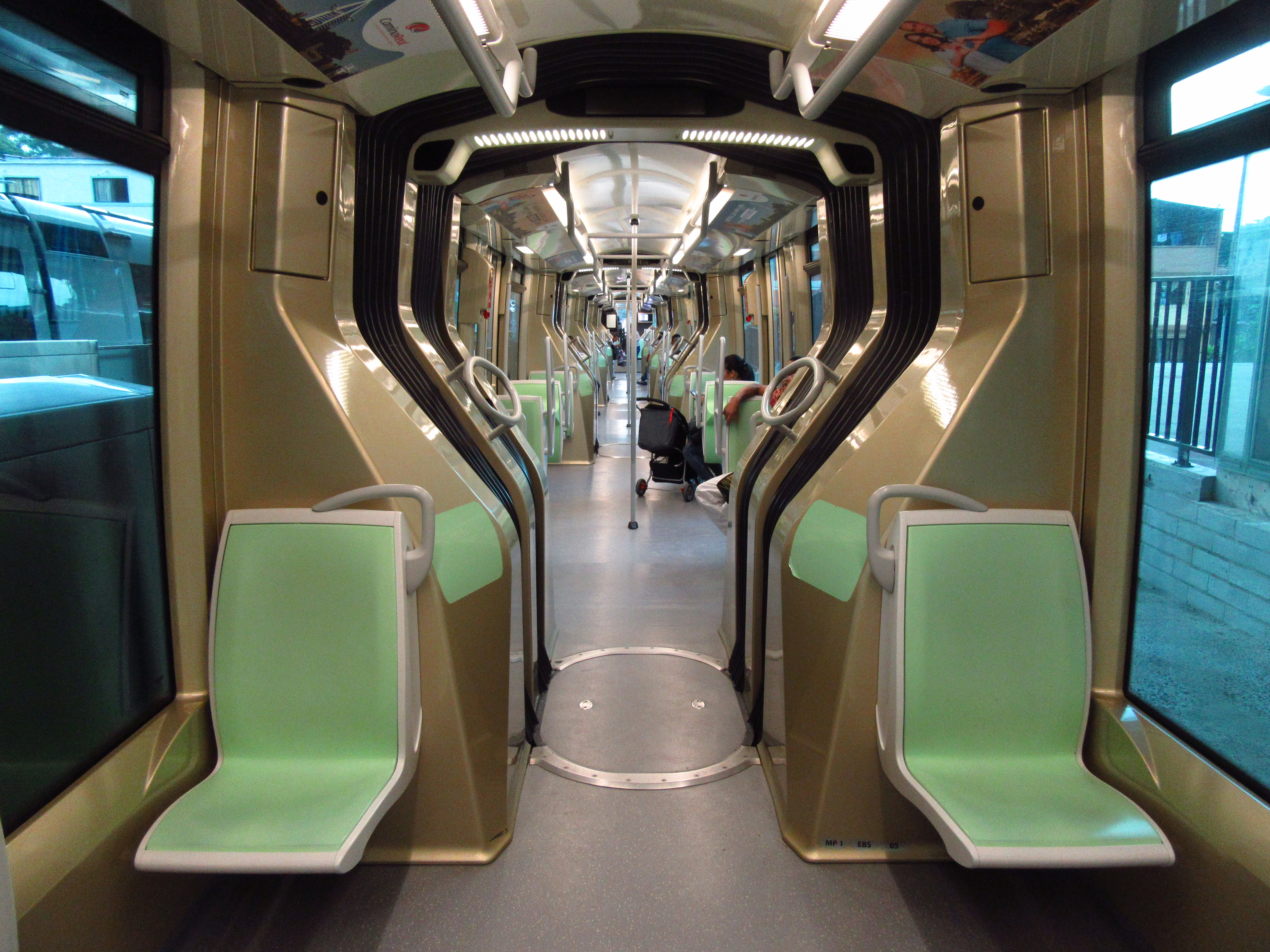
Wnętrze wagonu